# Gansbräu
 (avril 2021).
Si vous disposez d'ouvrages ou d'articles de référence ou si vous connaissez des sites web de qualité traitant du thème abordé ici, merci de compléter l'article en donnant les références utiles à sa vérifiabilité et en les liant à la section « Notes et références ».
Gansbräu est une brasserie à Neumarkt in der Oberpfalz.

## Histoire
Ses origines remontent à 1580. Elle est depuis 1866 la propriété de la famille Ehrnsperger et est gérée aujourd'hui par les familles Ötzinger et Zinnhobel.
La brasserie a son siège sur la Ringstrasse, contre l'enceinte.

## Production
La brasserie produit de la Helles, de la Dunkel, de la pils, de la Festbier et du panaché. Tous les trois ans, elle produit une bière à l'occasion de la Neumarkter Jura-Volksfest. Produite pour le jubilé des 850 ans de la ville, la bière rousse « Anno 1160 » reçoit en 2010 et 2012 la médaille d'argent de l'European Beer Star.